# Manicoré (kommun)
Manicoré är en kommun i Brasilien.   Den ligger i delstaten Amazonas, i den centrala delen av landet, 1 800 km nordväst om huvudstaden Brasília. Antalet invånare är 47 011.
Följande samhällen finns i Manicoré:
- Manicoré

I omgivningarna runt Manicoré växer i huvudsak städsegrön lövskog. Trakten runt Manicoré är nära nog obefolkad, med mindre än två invånare per kvadratkilometer.